# 下村トモヒロ
下村 トモヒロ（しもむら トモヒロ、3月3日 - ）は、日本の漫画家。佐賀県出身。龍谷大学卒。2001年にデビュー。作品に『月刊少年ガンガン』（スクウェア・エニックス）にて連載された『女王騎士物語』がある。シモムーという愛称で呼ばれることがある。

## 略歴等
2001年に竹書房刊の『まんがくらぶ』や『まんがライフオリジナル』に4コマ漫画を掲載。
2002年にエニックス（現スクウェア・エニックス）刊の『月刊少年ガンガン』5月号臨時増刊号『ガンガンパワード』春季号にて、読切『ESCAPE!』掲載。当時のペンネームは下村知裕。その後、『月刊少年ガンガン』2003年12月号より『女王騎士物語』をセンターカラーにて連載開始。コミックスは12巻を数えたが、2007年12月号に連載を打ち切られる形で終了。その後、『月刊少年ガンガン』2008年6月号に読み切り『ノイレジ』（NOISY&LAZY）を、『ガンガンONLINE』に読切『WONDERS!』を掲載。2009年4月2日から6月18日まで『ガンガンONLINE』にて『アマノイワトヒメ』を隔週で連載。その後『月刊ガンガンJOKER』にて『自宅警備姫テラス』を連載。
2010年より2012年まで『まんがタイムスペシャル』（芳文社）にてビーチバレーを題材にした4コマ漫画『シュガービーチ」を連載。また2012年からは『ジャンプSQ.19』（集英社）に『コミカル!』を連載。
パワード誌上の作者インタビューによると、最初に描いた作品は電脳ロボットバトル物、影響を受けた漫画家は鳥山明だとのこと。同じスクウェア・エニックス系の雑誌で活躍する漫画家の大久保篤と仲が良い。

## 作品リスト

### 連載作品
- 女王騎士物語（『月刊少年ガンガン』2003年 - 2007年、全12巻）
- 自宅警備姫テラス（『月刊ガンガンJOKER』2009年、全1巻）
  - アマノイワト姫（『ガンガンONLINE』2009年、全1巻）
- シュガービーチ（『まんがタイムスペシャル』2010年 - 2012年、全2巻）
- コミカル!（『ジャンプSQ.19』2012年 - 2014年）
- 異世界召喚グルメ マジカルテーブルクロス（作画：月島さと、『月刊ガンガンJOKER』2017年 - 2018年）
- うちゅうのようせいチルピル（『漫画アクション』2019年No.8 - 2020年6号 →『webアクション』 - 2020年7月24日）

### 読切作品
- ESCAPE!（『月刊少年ガンガン』2002年5月号臨時増刊号『ガンガンパワード』春季号）※下村知裕名義
- ノイレジ(NOISY&LAZY)（『月刊少年ガンガン』2008年6月号）
- WONDERS!（『ガンガンONLINE』2009年）
- ゴッド†アーツ（『ガンガンONLINE』2010年）
- チルピル（『月刊ガンガンJOKER』2015年8月号）